# 临江镇 (浦城县)
临江镇是中国福建省南平市浦城县下辖的一个镇。

## 行政区划
临江镇共辖16个行政村，分别是：
水东村、水西村、新街村、石壁村、上际村、七墩村、山后村、余元村、寨下村、井栏村、源尾村、铁炉村、锦城村、樟山村、高坑村、瓦铺村。
据老一辈的人讲，江西广丰县牌门村的人都是浦城县“高坑头”人的后裔，祖辈打猎到现在牌门村安家落户，老一辈人说的“高坑头”应该就是现在的 高坑村。